# Kirstie Marshall
Kirstie Claire Marshall (ur. 21 kwietnia 1969 w Melbourne) – australijska narciarka, specjalistka narciarstwa dowolnego. Jej największym sukcesem jest złoty medal w skokach akrobatycznych wywalczony podczas mistrzostw świata w Iizuna. Ponadto zdobyła także brązowy medal w tej samej konkurencji na mistrzostwach świata w La Clusaz. Startowała w tej samej konkurencji na igrzyskach olimpijskich w Albertville, gdzie zajęła 7. miejsce, jednak dyscyplina była wtedy tylko sportem pokazowym. Jej najlepszym wynikiem olimpijskim jest 6. miejsce w skokach akrobatycznych na igrzyskach olimpijskich w Lillehammer.
Najlepsze wyniki w Pucharze Świata osiągnęła w sezonie 1991/1992, kiedy to zajęła 5. miejsce w klasyfikacji generalnej, a w klasyfikacji skoków akrobatycznych wywalczyła małą kryształową kulę. W sezonach 1990/1991, 1994/1995 i 1996/1997 była druga, a w sezonach 1989/1990 i 1997/1998 trzecia w klasyfikacji skoków akrobatycznych.
W 1998 r. zakończyła karierę.

## Osiągnięcia

### Igrzyska olimpijskie
| Miejsce | Dzień     | Rok  | Miejscowość | Konkurencja        | Zwycięzca       |
| ------- | --------- | ---- | ----------- | ------------------ | --------------- |
| 6.      | 13 lutego | 1994 | Lillehammer | Skoki akrobatyczne | Lina Cheryazova |
| 14.     | 18 lutego | 1998 | Nagano      | Skoki akrobatyczne | Nikki Stone     |

### Mistrzostwa świata
| Miejsce | Dzień     | Rok  | Miejscowość | Konkurencja        | Zwycięzca            |
| ------- | --------- | ---- | ----------- | ------------------ | -------------------- |
| 21.     | 5 marca   | 1989 | Oberjoch    | Skoki akrobatyczne | Catherine Lombard    |
| 8.      | 16 lutego | 1991 | Lake Placid | Skoki akrobatyczne | Wasilisa Siemienczuk |
| 3.      | 19 lutego | 1995 | La Clusaz   | Skoki akrobatyczne | Nikki Stone          |
| 1.      | 9 lutego  | 1997 | Iizuna      | Skoki akrobatyczne | -                    |

### Puchar Świata

#### Miejsca w klasyfikacji generalnej
- sezon 1987/1988: 55.
- sezon 1988/1989: 28.
- sezon 1989/1990: 5.
- sezon 1990/1991: 6.
- sezon 1991/1992: 5.
- sezon 1993/1994: 34.
- sezon 1994/1995: 9.
- sezon 1995/1996: 15.
- sezon 1996/1997: 9.
- sezon 1997/1998: 7.

#### Miejsca na podium
1. Tignes – 9 grudnia 1989 (Skoki akrobatyczne) – 3. miejsce
2. La Plagne – 17 grudnia 1989 (Skoki akrobatyczne) – 3. miejsce
3. Mont Gabriel – 7 stycznia 1990 (Skoki akrobatyczne) – 3. miejsce
4. Breckenridge – 21 stycznia 1990 (Skoki akrobatyczne) – 1. miejsce
5. Calgary – 27 stycznia 1990 (Skoki akrobatyczne) – 3. miejsce
6. Tignes – 7 grudnia 1990 (Skoki akrobatyczne) – 3. miejsce
7. Piancavallo – 21 grudnia 1990 (Skoki akrobatyczne) – 2. miejsce
8. Whistler Blackcomb – 13 stycznia 1991 (Skoki akrobatyczne) – 1. miejsce
9. Breckenridge – 20 stycznia 1991 (Skoki akrobatyczne) – 2. miejsce
10. Mont Gabriel – 3 lutego 1991 (Skoki akrobatyczne) – 3. miejsce
11. Skole – 26 lutego 1991 (Skoki akrobatyczne) – 1. miejsce
12. Oberjoch – 3 marca 1991 (Skoki akrobatyczne) – 3. miejsce
13. Voss – 10 marca 1991 (Skoki akrobatyczne) – 2. miejsce
14. Hundfjället – 21 marca 1991 (Skoki akrobatyczne) – 3. miejsce
15. Tignes – 7 grudnia 1991 (Skoki akrobatyczne) – 1. miejsce
16. Piancavallo – 15 grudnia 1991 (Skoki akrobatyczne) – 1. miejsce
17. Whistler Blackcomb – 12 stycznia 1992 (Skoki akrobatyczne) – 1. miejsce
18. Breckenridge – 19 stycznia 1992 (Skoki akrobatyczne) – 1. miejsce
19. Montreal – 22 stycznia 1992 (Skoki akrobatyczne) – 1. miejsce
20. Oberjoch – 2 lutego 1992 (Skoki akrobatyczne) – 2. miejsce
21. Inawashiro – 1 marca 1992 (Skoki akrobatyczne) – 2. miejsce
22. Madarao – 5 marca 1992 (Skoki akrobatyczne) – 1. miejsce
23. La Clusaz – 4 lutego 1994 (Skoki akrobatyczne) – 2. miejsce
24. Piancavallo – 21 grudnia 1994 (Skoki akrobatyczne) – 3. miejsce
25. Whistler Blackcomb – 8 stycznia 1995 (Skoki akrobatyczne) – 1. miejsce
26. Breckenridge – 15 stycznia 1995 (Skoki akrobatyczne) – 2. miejsce
27. Lake Placid – 28 stycznia 1995 (Skoki akrobatyczne) – 2. miejsce
28. Oberjoch – 4 lutego 1995 (Skoki akrobatyczne) – 3. miejsce
29. Lillehammer – 4 marca 1995 (Skoki akrobatyczne) – 2. miejsce
30. Hundfjället – 10 marca 1995 (Skoki akrobatyczne) – 3. miejsce
31. La Plagne – 15 grudnia 1995 (Skoki akrobatyczne) – 2. miejsce
32. Kirchberg – 3 lutego 1996 (Skoki akrobatyczne) – 3. miejsce
33. Oberjoch – 9 lutego 1996 (Skoki akrobatyczne) – 3. miejsce
34. Hundfjället – 9 marca 1996 (Skoki akrobatyczne) – 1. miejsce
35. Lake Placid – 11 stycznia 1997 (Skoki akrobatyczne) – 1. miejsce
36. Breckenridge – 25 stycznia 1997 (Skoki akrobatyczne) – 1. miejsce
37. Hasliberg – 2 marca 1997 (Skoki akrobatyczne) – 1. miejsce
38. Altenmarkt – 7 marca 1997 (Skoki akrobatyczne) – 1. miejsce
39. Hundfjället – 14 marca 1997 (Skoki akrobatyczne) – 1. miejsce
40. Mount Buller – 2 sierpnia 1997 (Skoki akrobatyczne) – 3. miejsce
41. Mont Tremblant – 10 stycznia 1998 (Skoki akrobatyczne) – 3. miejsce
42. Châtel – 1 marca 1998 (Skoki akrobatyczne) – 2. miejsce
43. Altenmarkt – 13 marca 1998 (Skoki akrobatyczne) – 1. miejsce

- W sumie 17 zwycięstw, 11 drugich i 15 trzecich miejsc.